# 持明院基規
持明院 基規（じみょういん もとのり）は、戦国時代の公卿。参議・持明院基春の子。官位は正三位・権中納言。持明院家15代。初名は家親（いえちか）。

## 経歴
明応4年（1495年）には従五位下に任じられ、大蔵卿・参議・右衛門督を経て権中納言となる。
最終的に正三位に任じられた。この間に美濃国や周防国にしばしば下向した。従来、天文20年（1551年）の周防滞在中、陶隆房が主君・大内義隆を討った謀反（大寧寺の変）に巻き込まれ、殺害されたとされていたが、萩原大輔は『言継卿記』などの記述から、大寧寺の変で殺害されたのは義隆の装束の師であった従四位下・冷泉範遠あるいは冷泉隆豊の一族のことであると明らかにした。

## 官歴
『公卿補任』による
- 明応4年（1495年） 12月26日：叙爵（従五位下）
- 文亀3年（1503年） 7月29日：元服、従五位上、侍従
- 永正3年（1506年） 閏11月14日：正五位下
- 永正4年（1507年） 8月某日：左近衛少将
- 永正7年（1510年） 12月27日：従四位下
- 永正9年（1512年） 2月23日：転左近衛中将
- 永正11年（1514年） 5月25日：従四位上
- 永正15年（1518年） 正月19日：正四位下
- 大永2年（1522年） 3月29日：兼周防権介
- 大永3年（1523年） 12月30日：従三位、非参議、去中将
- 大永4年（1524年） 3月3日：大蔵卿
- 大永5年（1525年） 12月24日：参議、去卿
- 天文2年（1533年） 12月18日：正三位
- 天文4年（1535年） 7月26日：薨去（享年44）

## 系譜
- 父：持明院基春
- 母：不詳
- 妻：水無瀬季兼の娘[3]
  - 男子：持明院基孝（1520-1611）